# Таня Цокова
Таня Стефанова Цокова е българска оперна певица, вокален педагог, мецосопран.

## Биография
Родена е на 3 април 1911 г. в София. Баща ѝ е адвокат. От малка свири на пиано и пее. През 1931 г. отива да учи в Германия, но се премества в Италия, защото счита че италианската школа е най-подходяща за нейния глас. Завършва след три години и се завръща в България.
На 30 ноември 1934 г. прави своя дебют в ролята на Лаура от „Джоконда“ на Амилкаре Понкиели. Успешният дебют ѝ носи много нови роли – около 40. Таня Цокова става една от най-ценените и успешни певици на Софийската опера. Панчо Владигеров ѝ дава ролята на Зоя в „Цар Калоян“, а Любомир Пипков – на Ефросина в „Момчил“. През 1940-те и 1950-те гастролира във Франция, Германия, Румъния, Чехословакия, Австрия, Югославия и Унгария. Изнася и солови концерти и песенни рецитали. В Златния фонд и фонотеката на Българското национално радио се съхраняват нейни записи. Умира през 1981 г.